# Lista rezervațiilor naturale din județul Bacău
Lista rezervațiilor naturale din județul Bacău cuprinde ariile protejate de interes național (rezervații naturale), situate pe teritoriul administrativ al județului Bacău, declarate prin Legea Nr. 5 din 6 martie 2000 (privind aprobarea Planului de amenajare a teritoriului național - Secțiunea a III-a - arii protejate).

## Lista ariilor protejate
| Denumirea ariei protejate                       | Cod       | Localizare                                               | Categorie IUCN | Tip                       | Suprafață (ha) | Observații (foto)          |
| ----------------------------------------------- | --------- | -------------------------------------------------------- | -------------- | ------------------------- | -------------- | -------------------------- |
| Calcarele cu Litothamnius                       | RONPA0157 | Cireșoaia                                                | III            | geologic                  | 0,10           | monument al naturii        |
| Cineritele de Nutasca - Ruseni                  | RONPA0150 | Cleja                                                    | III            | geologic                  | 0,10           | monument al naturii        |
| Lacul Balătău                                   | RONPA0857 | Sălătruc                                                 | IV             | faunistic                 | 4,80           | declarat prin HG 2151/2004 |
| Lacul Galbeni                                   | VI.6      | Nicolae Bălcescu                                         | IV             | avifaunistic              | 1.123          |                            |
| Lacul Lilieci                                   | VI.4      | Hemeiuș, Itești                                          | IV             | avifaunistic              | 262            |                            |
| Lacul Răcăciuni                                 | VI.7      | Cleja, Gioseni, Horgești, Faraoani, Pâncești, Răcăciuni  | IV             | avifaunistic              | 2004           |                            |
| Lacul Berești                                   | VI.8      | Corbasca, Orbeni, Parava, Tătărăști, Sascut, Valea Seacă | IV             | avifaunistic              | 1.800          | Lacul Bereşti              |
| Codrul secular Runc                             | RONPA0144 | Runcu                                                    | IV             | floristic și faunistic    | 57,50          |                            |
| Pădurea Izvorul Alb                             | RONPA0145 | Dărmănești                                               | IV             | forestier                 | 3              |                            |
| Pădurea de pini de la Moinești                  | RONPA0147 | Moinești                                                 | IV             | mixt                      | 15             |                            |
| Pădurea Arsura                                  | RONPA0146 | Mărgineni                                                | IV             | mixt                      | 34,50          |                            |
| Puncte fosilifere în conglomerate de Pietricica | RONPA0148 | Nicolae Bălcescu                                         | IV             | geologic și paleontologic | 0,10           |                            |
| Punctul fosilifer Cârligata                     | RONPA0153 | Mărgineni                                                | III            | paleontologic             | 0,10           | monument al naturii        |
| Punctul fosilifer La Runc                       | RONPA0152 | Gura Văii                                                | III            | paleontologic             | 0,10           | monument al naturii        |
| Rezervația de arini Dofteana                    | RONPA0151 | Dofteana                                                 | IV             | floristic                 | 0,10           |                            |
| Rezervația naturală Măgura                      | RONPA0856 | Târgu Ocna                                               | IV             | mixt                      | 210            | declarat prin HG 2151/2004 |
| Rezervația naturală Nemira                      | RONPA0859 | Munții Nemira                                            | IV             | mixt                      | 3.491,20       | declarat prin HG 2151/2004 |
| Dealul Perchiu                                  | RONPA0143 | Onești                                                   | IV             | mixt                      | 90             |                            |
| Buciaș                                          | RONPA0858 | Mănăstirea Cașin                                         | IV             | peisagistic               | 471            | declarat prin HG 2151/2004 |
| Strate tip pentru „Formațiunea de Pietrosu”     | RONPA0154 | Mărgineni                                                | III            | paleontologic             | 0,10           | monument al naturii        |
| Strate tip pentru „Formațiunea de Șupan”        | RONPA0156 | Comănești                                                | III            | paleontologic             | 0,10           | monument al naturii        |
| Tuful de la Falcău                              | RONPA0149 | Slănic-Moldova                                           | IV             | geologic                  | 0,10           |                            |
| Tuful de la Valea Uzului                        | RONPA0148 | Dărmănești                                               | IV             | geologic                  | 0,10           |                            |